# Arnold Hermann Ludwig Heeren

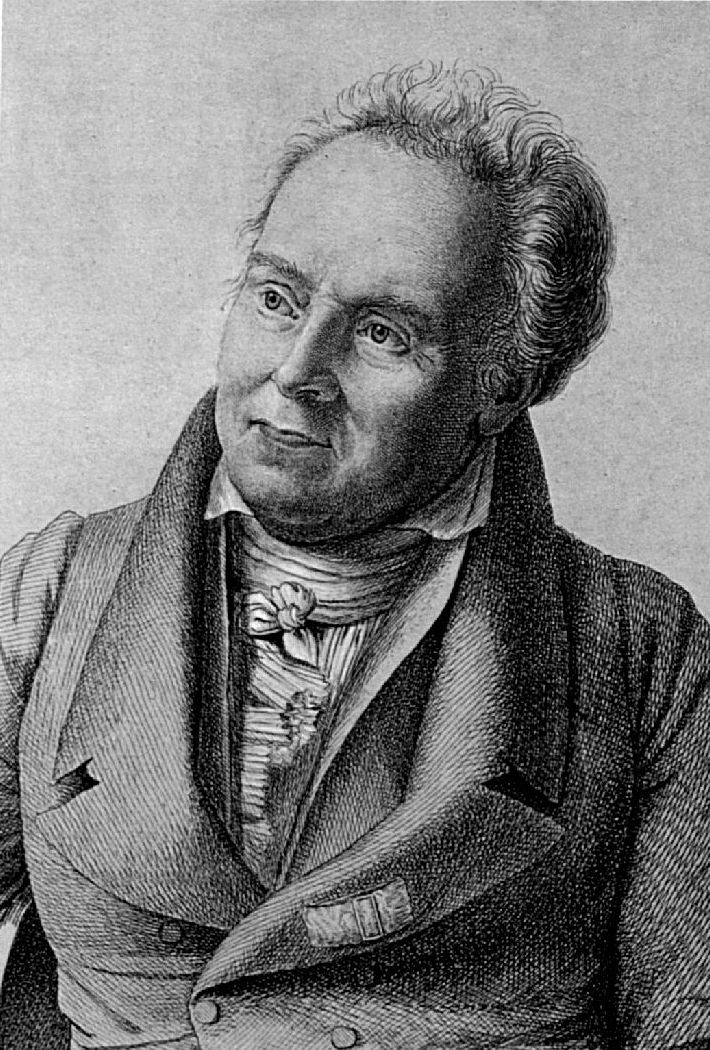
Arnold Hermann Ludwig Heeren.

Arnold Hermann Ludwig Heeren (25 de outubro de 1760, Arbergen – 6 de março de 1842, Göttingen) foi um historiador alemão. Ele era um membro da escola de história de Göttingen.

## Biografia
Heeren nasceu em 25 de outubro de 1760 em Arbergen, perto de Bremen, uma pequena vila na qual seu pai era clérigo. Ele passou os primeiros 15 anos de sua vida em Arbergen, onde foi educado em particular. Desde o início do ano de 1776, logo após seu pai ter sido nomeado Prediger na catedral de Bremen, ele frequentou a escola da catedral de lá. Em Michelmas de 1779, ele foi para a universidade em Göttingen, de acordo com o desejo de seu pai de que ele trabalhasse para obter um diploma em teologia.
Tendo começado seus estudos em Göttingen, Heeren, como tantos jovens ambiciosos daquele período, decidiu contra a teologia como vocação. (Isso não denotou, no entanto, um afastamento da religião; Heeren permaneceria simpático à crença religiosa por toda a sua vida.) Por Christian Gottlob Heyne, ele foi apresentado à filologia, e por Ludwig Timotheus Spittler ao estudo da história. Depois de muita vacilação, Heeren se deixou persuadir por Spittler de que seu talento principal estava na pesquisa histórica. Foi o momento decisivo de sua jovem vida.
Com a bênção de Heyne, Heeren decidiu seguir uma carreira acadêmica. Em 1784, tendo recebido seu diploma de Doutor em Filosofia, ele simultaneamente ganhou o direito de lecionar em Göttingen como Privatdocent ou professor adjunto. Embora ele tenha reconhecido quase imediatamente que sua verdadeira vocação estava em outro lugar, seu primeiro trabalho acadêmico foi em filologia. Em 1785, ele publicou uma edição de De encomiis pelo retórico Menander , e propôs também uma edição crítica da Eclogae physicae et ethicae de Johannes Stobaeus. Em conexão com este trabalho, bem como na esperança de melhorar sua saúde, ele então empreendeu (em julho de 1785) uma viagem à Itália, Paris e Holanda. Ele passou sete meses em Roma. Tendo uma personalidade agradável, ele imediatamente se sentiu em casa lá. Antes de partir, ele, filho de um clérigo reformado, ganharia o patrocínio de vários cardeais da Igreja Católica. Ele então passou dois meses em Paris.
Depois de quase dois anos, ele retornou a Göttingen. Com o patrocínio de Heyne, cuja influência em Hannover estava então no auge, e cujo genro ele se tornaria mais tarde (1796), ele foi nomeado em junho de 1787 para o corpo docente da própria universidade como um außerordentlicher Professor de Filosofia. Em Göttingen, acadêmicos consagrados como Johann Christoph Gatterer, August Ludwig von Schlözer e Spittler ainda estavam ativos como historiadores. Agora fazendo sua primeira aparição como palestrante público, Heeren teve o cuidado de confinar seu ensino a um meio termo entre História e Filologia, em parte por desconfiança e em parte por uma indecisão congênita. Assim, ele evitou por alguns anos um compromisso direto com a disciplina na qual mais tarde se tornaria famoso. Durante esse período, Heeren empreendeu com seu amigo Thomas Christian Tychsen uma "Biblioteca de Literatura e Arte Antigas", que teve uma existência curta. Ao mesmo tempo, ele iniciou a publicação da edição das Éclogas de Johannes Stobaeus que ele havia preparado anos antes. A primeira parte apareceu na Páscoa de 1792. A edição chegaria à sua conclusão com a quarta parte cerca de nove anos depois. A recepção dada à primeira parte não foi encorajadora; o trabalho de Thomas Gaisford e Augustus Meineke acabaria por suplantar a edição completa.
Vendo que seu verdadeiro talento não era para o trabalho filológico, Heeren só agora se moveu decisivamente em direção à erudição histórica como seu campo escolhido. Circunstâncias externas também desempenharam um papel. Em 1794, ele foi nomeado professor ordentlicher de filosofia, embora ainda sem uma área específica de especialização. Mas neste ponto Gatterer e Schlözer começaram a envelhecer visivelmente. Spittler deixaria Göttingen inteiramente em 1797. Gradualmente, portanto, o lugar foi feito para Heeren como historiador, apesar do fato de que, neste ponto, ele dificilmente poderia alegar estar em pé de igualdade com tais acadêmicos seniores estabelecidos. Ele assumiu oficialmente o título de professor de história em 1801.
Heeren havia dado palestras sobre história antiga já em 1790. Suas novas circunstâncias logo revelaram seu talento como historiador da antiguidade clássica, no qual ele alcançaria tanto realização intelectual quanto grande eminência acadêmica. De suas palestras anteriores cresceu seu magistral Politics, Trade, and Commerce in the Ancient World, que passaria por inúmeras edições posteriores, com Heeren fornecendo revisões fundamentais à medida que continuava a aparecer. Com o aparecimento da primeira edição, Heeren acordou e se viu famoso. Mesmo hoje, quando Heeren se tornou uma figura secundária na história da erudição alemã do século XIX, seu nome continua a ser associado a esta obra.
Parte do seu sucesso deveu-se à escolha afortunada do assunto por Heeren. Comércio e comércio, até então negligenciados pelos historiadores, agora não estavam apenas sendo perseguidos, mas, no trabalho de Heeren, tornados objeto de pesquisa completa. Com razão, supõe-se que a origem de Heeren em Bremen e suas memórias de infância daquela próspera cidade comercial foram responsáveis por ele tomar essa direção em particular. Mas para explicar a recepção esmagadoramente favorável que saudou Politics, Trade, and Commerce in the Ancient World, deve-se também levar em conta o considerável talento de Heeren como escritor, bem como um agudo senso histórico e um espírito fortemente crítico, sem os quais uma obra sobre tal assunto não poderia deixar de ser uma leitura enfadonha.
Fora da Alemanha, o volume de Heeren ganhou aclamação imediata. Logo foi traduzido para várias línguas estrangeiras. O efeito dessa recepção em Heeren foi duradouro, sem dúvida explicando por que, em seus escritos autobiográficos não publicados, ele continuaria a dar ênfase particular à importância do que ele chamava de dimensão "político-mercantil" da história. Como professor de Göttingen, no entanto, Heeren não se limitou a esse assunto. Ele ganhou uma reputação invejável como professor. Como escritor, ele seria reconhecido por sua ampla gama de interesses históricos. Embora mais tarde tenham passado para a relativa obscuridade, sua História das Civilizações Antigas (Göttingen, 1799) e sua História dos Estados Europeus e suas Colônias (Göttingen, 1809) encontraram o sucesso de seu trabalho anterior, passando por inúmeras edições. Embora ele se mostrasse com pouca sensibilidade real para a história medieval, ele também se aventurou a trabalhar nessa direção. Sua História da Literatura Clássica Desde o Renascimento do Aprendizado (Göttingen, 1792–1802, 2 vols) foi julgada por seus contemporâneos como um fracasso. Por outro lado, seu Untersuchungen über die Kreuzzüge , traduzido para o francês como Essai sur l'influence des croisades ("Ensaio sobre a Influência das Cruzadas") por seu amigo Charles de Villers, seria premiado em 1806 pelo Instituto de França.
Heeren tinha pouco interesse na política contemporânea e mais tarde seria criticado em seu próprio país por ter se refugiado no estudo da antiguidade quando a política alemã caminhava para a crise de 1848. Essa recusa de engajamento político, Franz Xaver von Wegele escreveria uma geração depois na Allegemeinen Deutschen Biographie, foi em grande parte responsável pelo “rápido desaparecimento do que outrora fora sua estrela brilhante” ( das rasche Verbleichen seines einst strahlenden Gestirnes).
No entanto, Heeren não deixou seus poderes diminuírem em seus últimos anos. Ele ampliou o escopo de suas palestras universitárias para incluir trabalhos recentes em demografia e geografia. Após a morte de Johann Gottfried Eichhorn em 1827, ele assumiu a editoria do Göttische Gelehrte Anzeigen. Ele depositou na Göttingen Societät der Wissenschaften seus materiais de pesquisa sobre as fontes usadas por vários historiadores e geógrafos antigos, inspirando vários de seus alunos, mais notavelmente Georg Heinrich Pertz, a embarcar em pesquisas semelhantes em outros períodos históricos. No entanto, ele viveria para ver sua própria reputação eclipsada por membros de uma geração em ascensão, com seus próprios colegas entre aqueles que se juntaram aos ataques a algumas de suas principais obras.
Em Göttingen, o nome de Heeren seria quase esquecido. Vinte anos antes, quando GH Pertz e Friedrich August Ukert iniciaram seu ambicioso projeto sobre a História dos Estados Europeus, foi Heeren que eles ansiosamente pediram como seu principal editor. Quando ele morreu em 6 de março de 1842, em seu octogésimo segundo ano, sua morte mal foi notada por aqueles nas imediações. Apenas seis estudantes da universidade seguiriam o caixão de Heeren até seu túmulo. Na época de sua morte, poucos se lembravam de quão imensamente influentes haviam sido seus escritos e quão distinta sua reputação como historiador, em seu próprio tempo.

## Publicações
As principais obras de Heeren são:
- Ideen über Politik, den Verkehr, und den Handel der vornehmsten Völker der alten Welt (2 vols., Göttingen, 1793–1796; 4th ed., 6 vols., 1824–1826; Eng. trans., Oxford, 1833)
- Geschichte des Studiums der classischen Litteratur seit dem Wiederaufleben der Wissenschaften (2 vols., Göttingen, 1797–1802)
- Geschichte der Staaten des Altertums (Göttingen, 1799)
- Geschichte des europäischen Staatensystems (Göttingen, 1800)
- Versuch einer Entwickelung der Folgen der Kreuzzüge für Europa (Göttingen, 1808; French trans., Paris, 1808), a prize essay of the Institute of France.[2]

Além destes, Heeren escreveu breves esboços biográficos de Johannes von Müller (Leipzig, 1809); Ludwig Timotheus Spittler (Berlim, 1812); e Christian Gottlob Heine (Göttingen, 1813). Com Friedrich August Ukert (1780-1851) ele fundou a famosa coleção histórica, Geschichte der europäischen Staaten (Gotha, 1819 seq.), e contribuiu com muitos artigos para periódicos eruditos. Uma coleção de suas obras históricas, com nota autobiográfica, foi publicada em 15 volumes (Göttingen, 1821-1830).